# Anastasios Gavrilis
Anastasios Gavrilis (griechisch Αναστάσιος Γαβρίλης; * 21. Dezember 1952) ist ein ehemaliger griechischer Segler.

## Erfolge
Anastasios Gavrilis war bei den Olympischen Spielen 1980 in Moskau in der Bootsklasse Soling neben Aristidis Rapanakis Crewmitglied des griechischen Bootes von Rudergänger Anastasios Boundouris. Sie gewannen zwei der sieben Wettfahrten und belegten mit 31,1 Punkten hinter dem von Poul Høj Jensen angeführten dänischen Boot mit 23 Punkten und dem sowjetischen Boot um Boris Budnikow mit 30,4 Punkten den dritten Platz, womit sie die Bronzemedaille gewannen. Im Jahr darauf sicherte sich Gavrilis in Anzio bei den Weltmeisterschaften gemeinsam mit Anastasios Boundouris und Aristidis Rapanakis die Silbermedaille.